# علم الكرملينيات

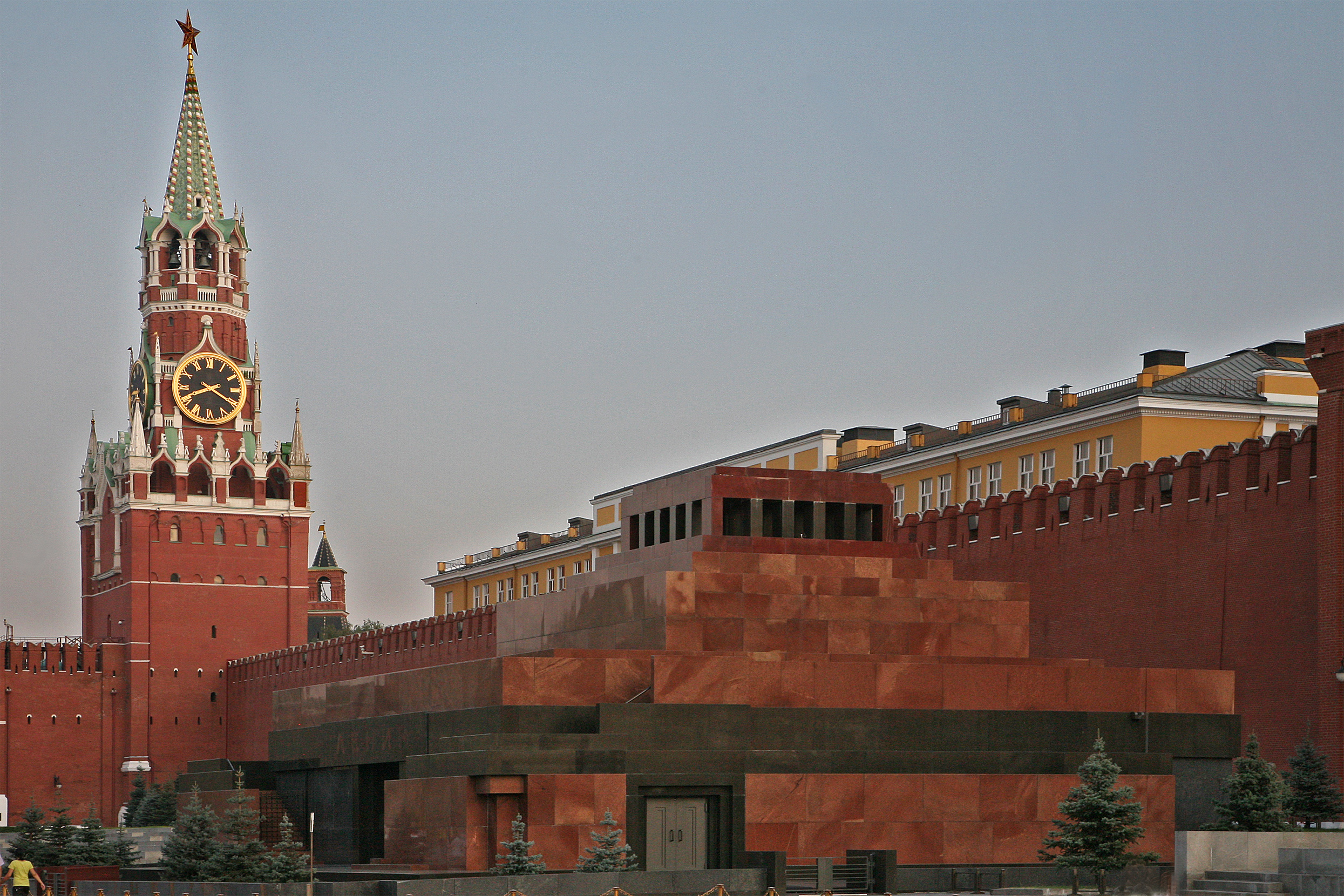
كرملين موسكو. ضريح لينين وبرج المخلص: بُني الضريح بين عامي ١٩٢٩ و١٩٣٠ لإيواء تابوت لينين.

علم الكرملينيات هو علم يختصّ بدراسة وتحليل قوانين وسياسات الاتحاد السوفيتي، وهو مختلف عن علم السوفيتيات الذي يختصّ بدراسة سياسات وقوانين كل من الاتحاد السوفيتي والدول الشيوعية السابقة بوجه عام، فالمفهوم الثاني أشمل وأوسع. كان كلا المصطلحين مترادفين إلى أن تفكّك الاتحاد السوفيتي عام 1991. ويستخدم المصطلح أحيانًا في الثقافة الشعبية ليعني أي محاولة لفهم منظمة أو عملية سرية، مثل خطط المنتجات، أو الأحداث القادمة، من خلال تفسيرات غير مباشرة للقوانين.
يعتبر ألكسندر زينوفييف هو مؤسس علم الكرملينيات، وقد صيغ المصطلح اشتقاقاً من اسم مبنى الكرملين، وهو مقر الحكومة السوفيتية السابقة. ويشير مصلح عالم الكرملينيات إلى الخبراء الأكاديميين والإعلاميين والشُرّاح المتخصّصين في دراسة علم الكرملينيات. يُستخدم المصطلح أحيانًا على نطاق واسع لوصف العلماء الغربيين الذين تخصّصوا في دراسة القانون الروسي، على الرغم من أن المصطلح الصحيح الذي يصف هؤلاء هو ببساطة «عالم في القانون الروسي». ينبغي أيضًا التمييز بين علماء السوفيتيات، أو علماء الكرملينيات وعلماء الانتقاليات، وهم العلماء الذين تخصّصوا في دراسة التحولات القانونية والاقتصادية والاجتماعية من النظم الشيوعية إلى نظم رأسمالية السوق.

## لمحة تاريخية
سيطر النموذج الشمولي للاتحاد السوفيتي على علم السوفيتيات الأكاديمي في أعقاب الحرب العالمية الثانية وأثناء الحرب الباردة، مما أكد الطبيعة المطلقة لسلطة رئيس الاتحاد السوفيتي آنذاك جوزيف ستالين. خضع نموذج الحكم الشمولي للدراسة لأوّل مرّة في خمسينيات القرن العشرين على يد عالم السياسة الألمانيّ كارل يواكيم فريدريش، والذي جادل بأن الاتحاد السوفيتي والدول الشيوعية الأخرى كانت أنظمة استبدادية، حيث تميّت بعبادة شخصية الحاكم، وبوجود سلطات مطلقة غير محدودة تقريبًا للقائد جوزيف ستالين.
ركّزت المدرسة التحريفية التي بدأت في ستينيات القرن العشرين على المؤسسات المستقلة نسبيًا والتي ربّما تؤثر في السياسة على أعلى المستويات، ويصف مات لينوي المدرسة التحريفية بأنها كانت تمثّل أولئك الذين أصروا على أن الصورة القديمة للاتحاد السوفيتي كدولة شمولية قائمة على الهيمنة على العالم كانت خاطئة تمامًا. كان المنتمون لتلك المدرسة يميلون إلى الاهتمام بالتاريخ الاجتماعي، والقول بأنه كان على قيادة الحزب الشيوعي التكيف مع القوى الاجتماعية، وعلى النقيض من مؤرخو المدرسة التنقيحية مثل ج. أرش جيتي، ولين فيولا الذين تحدّوا نهج النموذج الشمولي للتاريخ السوفيتي، وكانوا أكثر نشاطًا في الاهتمام بالوثائق والمحفوظات السوفيتية.

## التقنيات
أدّى نقص المعلومات الصحيحة الموثوق بها عن الدولة السوفيتية أثناء الحرب الباردة إلى لجوء المحللين الغربيين إلى قراءة ما بين السطور، واستخدام أصغر الحكايات، مثل إزالة الصور، وإعادة ترتيب الكراسي، والمواقف في منصة الاستعراضات بالميدان الأحمر الواقع في وسط موسكو، واختيار الأحرف الأولى الكبيرة، أو الأحرف الصغيرة في عبارات مثل (السكرتير الأول)، وترتيب المقالات على صفحات صحيفة برافدا الناطقة بالحزب الشيوعي الحاكم، وغيرها من الإشارات غير المباشرة لمحاولة فهم ما كان يدور في أروقة السياسة السوفيتية الداخلية.
ولدراسة العلاقات بين الدول الشقيقة الشيوعية، قارن علماء الكرملينيات البيانات الصادرة عن الأحزاب الشيوعية بحثًا عن الإغفالات والتناقضات في ترتيب الأهداف، كما فحصوا وصف زيارات الدول السوفيتية في الصحافة الشيوعية أيضًا إلى جانب مستوى حفاوة الضيافة بكبار الشخصيات، كما اهتم علماء الكرملينيات بطقوس ومراسم الاستقبال، وبالطقوس الاجتماعيّة والسياسية خلال الاحتفالات والمناسبات والعطلات.

### ما بعد الحرب الباردة
لا يزال مصطلح علم الكرملينيات مستخدمًا وشائع التطبيق في دراسة عمليات صنع القرار في سياسة روسيا الاتحادية. بينما يستخدم المصطلح في الثقافة الشعبية أحيانًا ليشير إلى أي محاولة لفهم منظمة أو عملية سرية، مثل خطط المنتجات أو الأحداث القادمة من خلال تفسير القرائن غير المباشرة.
وعلى الرغم من تفكك الاتحاد السوفيتي في عام 1991، لا تزال سياسات بعض الدول تنطوي على السرية وقلة إتاحة المعلومات، مثل كوريا الشمالية التي لا تزال وسائل الإعلام الغربية تستخدم معها أساليب شبيهة بعلم الكرملينيات، وقد أصبحت مثل هذه الأساليب التخمينية تُعرف أحياناً باسم علم بيونغ يانغ اشتقاقاً من اسم مدينة بيونغ يانغ عاصمة كوريا الشمالية.

## أبرز علماء الكريملينيات
علماء الكرملين البارزين وعلماء السوفيت
- الكسندر زينوفييف: وهو مؤسس علم الكرملينيات.
- آن أبلباوم
- جون بارون: وهو مؤلف كتاب الكي جي بي اليوم.
- مارك ر. بيسينغر
- زبغنيو بريجينسكي
- هيلين كارير دي إنكوس
- والتر كليمنس
- ستيفن فراند كوهين
- روبرت كونكويست
- مارشال جولدمان
- دونالد إي غريفز
- جوناثان هاسلام
- وليام جي هايلاند
- جورج فورست كينان
- خورشيد كاسوري
- مايكل كورت
- فولفغانغ يونارد
- وليام ماندل
- جاك فوست ماتلوك جونيور
- سيمون صباغ مونتيفيوري
- مارك بالمر
- ريتشارد بايبس
- كوندوليزا رايس
- مايرون راش
- مارك سارويان
- ستيفن سيستانوفيتش
- ديمتري سايمز
- مارشال د. شولمان
- تيموثي دي سنايدر
- ليويلين تومسون: كان عالم كرملينيات ومستشاراً لدى روبرت ف. كينيدي شقيق الرئيس الأمريكي السابق جون كينيدي.
- روبرت سي تاكر: وهو كاتب سيرة جوزيف ستالين، والرئيس السابق لبرنامج الدراسات الروسية في جامعة برينستون.
- آدم أولام: وهو شقيق عالم الرياضيات الأمريكي من أصل بولندي ستانيسلو أولام ورئيس مركز الأبحاث الروسية في جامعة هارفارد.
- دونالد س. زاغوريا